# Law and Order (film, 1969)
Pour les articles homonymes, voir Law and Order.
Pour plus de détails, voir Fiche technique et Distribution.
Law and order est un film documentaire du réalisateur américain Frederick Wiseman tourné dans un commissariat de police à Kansas City.

## Synopsis
Frederick Wiseman filme le travail quotidien de la police de Kansas City dans le Missouri. La plupart des scènes sont filmées dans le quartier noir de la ville. Le respect de  la loi est au cœur des activités des forces de l'ordre mais le cinéaste filme aussi les aspects sociaux du travail des policiers. Les scènes montrant les brutalités succèdent aux séquences plus légères voire humoristiques.  Frederick Wiseman cherche à montrer les différentes facettes de l'institution. Mais derrière les pratiques des forces de l'ordre, ce documentaire montre une société en crise, rongée par le racisme, la pauvreté et la violence.

## Fiche technique
- Titre : Law and Order
- Réalisation et montage : Frederick Wiseman
- Directeur de la photographie : William Brayne
- Production: Fondation Ford
- Lieu du tournage: Kansas City, Missouri, USA
- Genre : documentaire
- Durée : 81 minutes
- Date de sortie en États-Unis : 1969[3]